# Frýdlant
Frýdlant é uma cidade checa localizada na região de Liberec, distrito de Liberec.